# Johanna Klemm

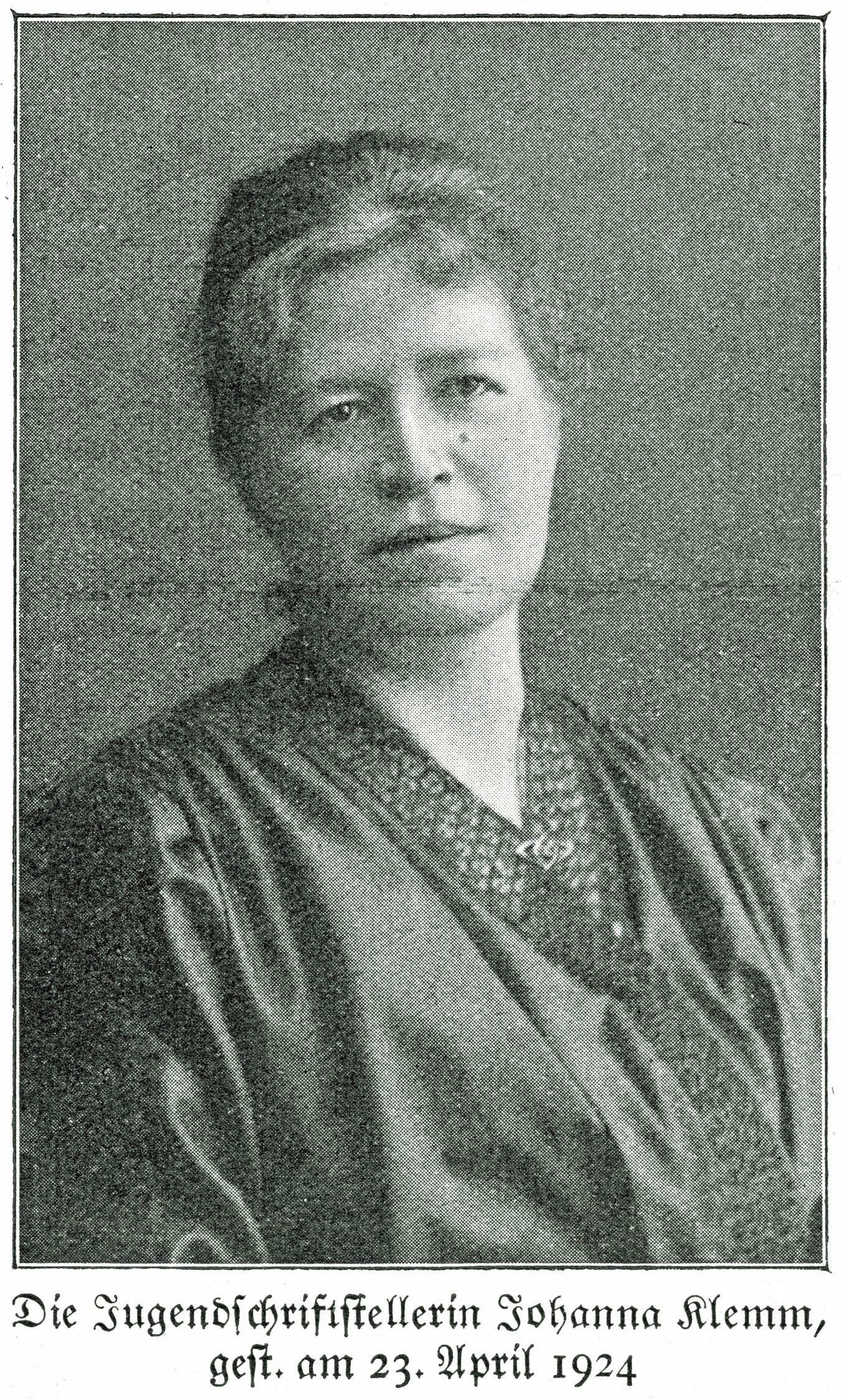
Johanna Klemm (1856–1924)

Johanna Henriette Catharina Klemm, auch Johanne Klemm (* 13. November 1856 in Bützow; † 23. April 1924 in Schwerin) war eine deutsche Schriftstellerin. Vor allem ihre Publikationen für junge Mädchen waren in der Zeit vom Ende des 19. Jahrhunderts bis in die Zeit des Zweiten Weltkriegs in hohen Auflagen verbreitet. Als Pseudonym benutzte sie den Namen Hanna Clemens.

## Leben
Johanna Klemm war die Tochter des wohlhabenden Wein- und Kohlenhändlers Heinrich Wilhelm August Klemm (1800–1877) in Bützow, der für eine solide Ausbildung seiner sieben Kinder sorgte, und dessen Frau  Hedwig Wilhelmine Amalie, geborene Paulssen.
Johanna besuchte in ihrer Heimatstadt eine private Mädchenschule, wo sie u. a. neben Englisch- und Französischunterricht Klavier- und Gesangsunterricht erhielt. Noch nicht 17-jährig trat sie bei Kammerpächter Johann Zarneckow (1824–1903) in Wanzka eine Stelle als Erzieherin an. 1878 wechselte sie in eine ähnliche Tätigkeit bei der Familie des Kammerherrn Friedrich von Voß (1801–1889) in Rühn bei Bützow. Ihre Eindrücke aus dieser Zeit hat sie später in ihrem ersten und zugleich erfolgreichsten Roman Das kleine Klosterfräulein (1898) verarbeitet.
Ab 1885 ließ sie ihre Singstimme in Berlin ausbilden, um selbst als Gesangslehrerin tätig zu werden. Dazu siedelte sie 1888 nach Rostock über, wo sie mit ihrer Schwester Betty, einer Klavierlehrerin, zusammenlebte. In dieser Zeit begann sie zu schreiben, zunächst Erzählungen für Erwachsene, nach der Veröffentlichung ihres ersten Jugendromans Das kleine Klosterfräulein überwiegend Schrifttum für junge Mädchen. 1901 zogen die Schwestern Klemm nach Schwerin. 1906 erlitt Johanna einen Schlaganfall, der sie linksseitig lähmte. Dennoch veröffentlichte sie bis zu ihrem Tod noch 21 zum Teil umfangreiche Publikationen. Johanna Klemm blieb unverheiratet.

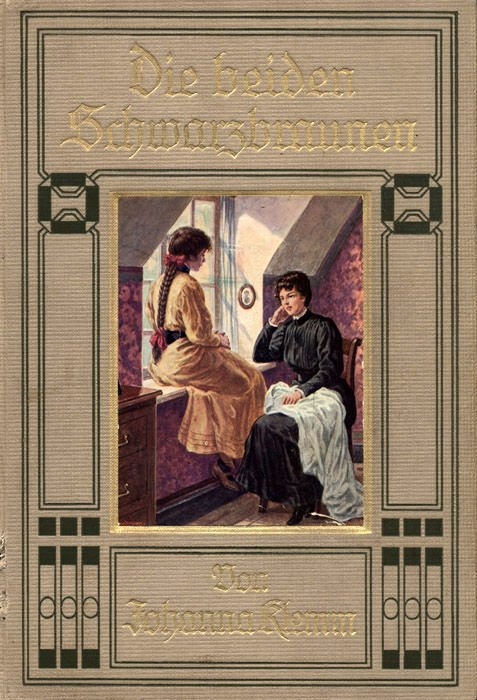
Johanna Klemm & Hans Koberstein - Die beiden Schwarzbraunen, c. 1910

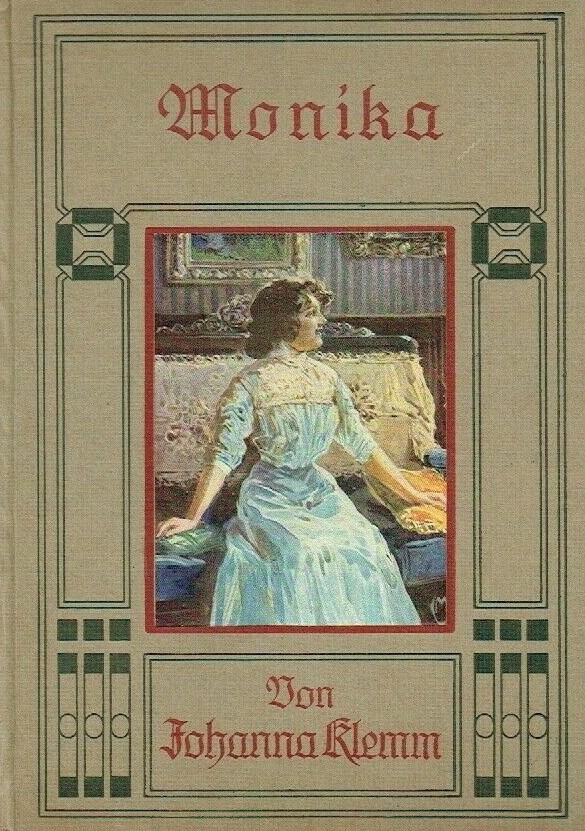
Johanna Klemm & Max Vogel - Monika, 17. Auflage, c. 1919

## Leistungen
Johanna Klemm nahm sich in ihrem Schrifttum der Freuden und Probleme damaliger Mädchen an (Alter: etwa 13 bis 19 Jahre). Sie ermutigte ihre Leserinnen dazu, sich eine umfassende Bildung zu verschaffen und einen Beruf zu ergreifen. In dieser Hinsicht war sie Schrittmacherin der sich im 20. Jahrhundert vollziehenden Entwicklung der Frauenberufstätigkeit. Sie propagierte Ehrlichkeit gegenüber sich selbst und anderen. Außerdem war ihr Augenmerk auf ein gutes Einvernehmen innerhalb der Familie gerichtet, auf die Bedeutung der Freundschaft, auf Achtung und Begeisterung für die Kunst, auf Vorurteilslosigkeit gegenüber der sogenannten Unterschicht und gegenüber Dienstboten. In mancher Hinsicht tradierte sie das damalige traditionelle Bild der Frau. Die Mecklenburgische Zeitung resümiert in einem Artikel am 25. April 1924 zum Tod Johanna Klemms: „Durch alle ihre Bücher geht ein Zug edlen, gütigen Menschentums, der wesentlich wohl zu ihrer Beliebtheit beigetragen hat.“

## Werke
- Das kleine Klosterfräulein. Erzählung für junge Mädchen und solche, die mit der Jugend fortleben. Süsserott, Berlin 1898. (Mindestens 22 Auflagen.) (Digitalisat)
- Heros Lampe und andere Novellen. Keil, Leipzig 1901.
- Nellys Notizbuch. Schwank in 1  Aufzug. Mühlhausen 1903.
- Nina. Genrebild in 1 Aufzug. Danner, Mühlhausen 1903.
- Eines schickt sich nicht für alle. Ein Jugendspiel in 2 Aufzügen. Danner, Mühlhausen 1903.
- Muttersprache und andere Novellen (1906)
- Eva König. Union, Stuttgart/Berlin/Leipzig 1906. (Digitalisat)
- Die beiden Schwarzbraunen. Eine Erzählung für junge Mädchen. Union, Stuttgart/Berlin/Leipzig 1909.(Mindestens 19 Auflagen.) (Digitalisat)
- Seine kleine Schwester. Eine Erzählung für junge Mädchen. Union, Stuttgart/Berlin/Leipzig 1910. (Mindestens 17 Auflagen.) (Digitalisat)
- Ein moderner Paris. Spiel in 1  Aufzug. Zimmer-Haus, Berlin Zehlendorf 1910.
- Monika. Eine Erzählung für junge Mädchen. Union, Stuttgart/Berlin/Leipzig 1912. (Mindestens 11 Auflagen.)
- Frau Regine und ihre Töchter. Eine Erzählung für junge Mädchen. Enßlin & Laiblin, Reutlingen 1914. (Digitalisat)
- Heimatzauber. Erzählung. Van den Broecke, Leipzig 1915.
- Leben ist Streben. Erzählung für junge Mädchen. Loewe, Stuttgart 1915. (Digitalisat der 2. Aufl.)
- Drei Reislein von einem Stamm. Union, Stuttgart/Berlin/Leipzig 1915. (Mindestens 17 Auflagen.) (Digitalisat der 13. Aufl. 1922)
- Die wir mitkämpfen. Erzählung für junge Mädchen und ihre Mütter. Van den Broecke, Leipzig 1916.
- Das Rätsel von Grünweide. Union, Stuttgart/Berlin/Leipzig 1917. (Mindestens 13 Auflagen.) (Digitalisat der 13. Aufl. 1922)
- Heldendank. Eine Erzählung fürs deutsche Haus. Biermann, Barmen 1917. (Digitalisat)
- Auf eigener Scholle. Erzählung. Biermann, Barmen 1920.
- Mit leichtem Schritt an fester Hand. Erzählung für junge Mädchen. Deutsche Buchwerkstätten, Dresden 1920.
- In der Fremde. Erzählung für die Frauenwelt. Biermann, Barmen 1920.
- Aus allerlei Nestern. , Union Stuttgart 1921. (Digitalisat der 6. Aufl. 1921)
- Waldasyl. Roman. Enßlin & Laiblin, Reutlingen 1913. (Zuerst 1907 Deutsche Roman-Bibliothek, Stuttgart 35,1.)
- Aus Enge und Weite. Erzählung für junge Mädchen. Union, Stuttgart/Berlin/Leipzig 1922. (Mindestens 9 Auflagen.) (Digitalisat)
- Die Töchter von Rodenhalde. Roman. Enßlin & Laiblin, Reutlingen 1922. (Zuerst 1909, Deutsche Roman-Bibliothek 37,1.)
- Treulich geführt. Erzählung für junge Mädchen. Neuer Buchverlag, Dresden 1922.
- Blühen und Reifen (1923)[2]
- Wie eine Blume. Erzählung. Biermann, Barmen 1924.
- Das Probejahr. Enßlin & Laiblin, Reutlingen 1924.
- Haus Hollberg. Roman. Enßlin & Laiblin, Reutlingen 1925.

## Nachlass
Originalbriefe Johanna Klemms und ihrer Familie, gestiftet von einem Nachkommen ihrer ältesten Schwester, werden im Museum Krummes Haus (Bützow) aufbewahrt. Darunter befinden sich auch Dokumente zur Künstlerin und Kunsterzieherin Lotte Klemm, einer Nichte.